# George Eugene Uhlenbeck
George Eugene Uhlenbeck ili George Uhlenbeck (Jakarta, 6. prosinca 1900. – Boulder, Colorado, 31. listopada 1988.), američki fizičar nizozemskoga podrijetla. Diplomirao je (1923.) i doktorirao (1927.) na Sveučilištu u Leidenu. Radio je na Michiganskom sveučilištu u Ann Arboru (od 1927. do 1935, od 1939. do 1943; te od 1945. do 1960.), na Sveučilištu u Utrechtu u Nizozemskoj (od 1935. do 1939.), na Massachusettski institut za tehnologiju (MIT) u Cambridgeu (od 1943. do 1945.) te u Rockefellerovu centru za medicinska istraživanja u New Yorku (od 1960. do 1971.). Sa S. A. Goudsmitom uveo je hipotezu o spinu elektrona (1925.), te s nizozemskim fizičarom Leonardom Ornsteinom poopćio teoriju Brownova molekularnoga gibanja (1930.), koju je postavio P. Langevin i dopunio A. Einstein.

## Vanjske poveznice
|  | Zajednički poslužitelj ima stranicu o temi George Eugene Uhlenbeck |